# Viticultura
Viticultura é a ciência que estuda a produção da uva, que poderá ser destinada para o consumo in natura, para a produção de sumo, para a vinificação ou para a produção de uva passa. Quando é destinada à preparação de vinhos, usa-se a designação vitivinicultura.